# Igea Basket Barcellona 2008-2009
La stagione 2008-2009 dell'Igea Basket Barcellona è stata la prima disputata in Serie A Dilettanti, in seguito all'acquisto del titolo dalla Pallacanestro Patti.

## Stagione
La società messinese si è classificata al quinto posto della Serie A Dil. e ha partecipato ai play-off per la promozione. È stata eliminata al primo turno dal Basket Latina.

## Rosa
| Giocatori |
| --------- |

| N° | Naz.              | Ruolo | Sportivo           | Anno | Alt. |  |
| -- | ----------------- | ----- | ------------------ | ---- | ---- |  |
| 10 | Italia (bandiera) | AG    | Agostino Li Vecchi | 1970 | 204  |  |
| 11 | Italia (bandiera) | GA    | Mike Gizzi         | 1975 | 196  |  |
| 12 | Italia (bandiera) | AG    | Giacomo Sereni     | 1984 | 198  |  |
| 13 | Italia (bandiera) | G     | Mario Milone       | 1988 | 190  |  |
| 14 | Italia (bandiera) | C     | Houssam Gamal      | 1983 | 207  |  |
| 15 | Italia (bandiera) | AP    | Riccardo Coviello  | 1988 | 197  |  |
| 17 | Italia (bandiera) | C     | Andrea Capitanelli | 1986 | 208  |  |
| 18 | Italia (bandiera) | P     | Giacomo Mariani    | 1986 | 191  |  |
| 19 | Italia (bandiera) | P     | Tindaro Gullo      | 1986 | 186  |  |
| 20 | Italia (bandiera) | AP    | Nelson Rizzitiello | 1984 | 198  |  |

| Staff tecnico                                            |
| -------------------------------------------------------- |
| Allenatore: Alberto Martelossi                           |
| Vice allenatore: Antonino Coppolino e Francesco Trimboli |
| Fisioterapista: Saverio Mauceri                          |
| Medico sociale: Nazareno Pino                            |

| Giocatori acquisiti a stagione in corso |
| --------------------------------------- |

| N° | Naz.              | Ruolo | Sportivo                    | Anno | Alt. |  |
| -- | ----------------- | ----- | --------------------------- | ---- | ---- |  |
| 4  | Italia (bandiera) | GA    | Marco Evangelisti (da dic.) | 1984 | 198  |  |

| Under aggregati alla prima squadra |
| ---------------------------------- |

| N° | Naz.              | Ruolo | Sportivo             | Anno | Alt. |  |
| -- | ----------------- | ----- | -------------------- | ---- | ---- |  |
| 6  | Italia (bandiera) | P     | Francesco Giorgianni | 1990 | 175  |  |
| 8  | Italia (bandiera) | A     | Giuseppe Barbera     | 1990 | 194  |  |

 Dettagli giocatori su LegaPallacanestro.it, su adil.webpont.com (archiviato dall'url originale il 3 settembre 2009).

## Dirigenza
- Presidente: Immacolato Bonina
- Vicepresidente: Fedele Genovese
- Dirigente responsabile: Tommaso Donato
- Direttore sportivo: Alessandro Santoro
- Resp. house organ: Giuseppe Puliafito
- Responsabile marketing: Lorenzo Crisafulli
- Addetto agli arbitri: Salvatore De Pasquale
- Addetto stampa: Benedetto Orti Tullo
- Segreteria: Aldo Costantino
- Responsabile settore giovanile: Massimo Sigillo
- Addetto statistiche: Vincenzo Iudicello

## Statistiche
| Giocatore            | G      | Pt.  | Tiri da 2 | Tiri da 2 | Tiri da 2 | Tiri da 3 | Tiri da 3 | Tiri da 3 | Tiri tot. | Tiri tot. | Tiri tot. | Tiri lib. | Tiri lib. | Tiri lib. | Rimbalzi | Rimbalzi | Rimbalzi | Palle | Palle | Falli | Falli | Ass | Stoppate | Stoppate | Val  | Min  |
| Giocatore            | G      | Pt.  | R.        | T.        | %         | R.        | T.        | %         | R.        | T.        | %         | R.        | T.        | %         | D.       | O.       | T.       | Re.   | Pe.   | C.    | S.    | Ass | D.       | S.       | Val  | Min  |
| -------------------- | ------ | ---- | --------- | --------- | --------- | --------- | --------- | --------- | --------- | --------- | --------- | --------- | --------- | --------- | -------- | -------- | -------- | ----- | ----- | ----- | ----- | --- | -------- | -------- | ---- | ---- |
| Mike GIZZI           | 21     | 434  | 127       | 230       | 55%       | 31        | 79        | 39%       | 158       | 309       | 51%       | 87        | 96        | 91%       | 41       | 21       | 62       | 35    | 52    | 49    | 93    | 47  | 0        | 3        | 407  | 710  |
| Agostino LI VECCHI   | 24     | 353  | 78        | 170       | 46%       | 36        | 95        | 38%       | 114       | 265       | 43%       | 89        | 103       | 86%       | 119      | 19       | 138      | 43    | 55    | 58    | 97    | 24  | 9        | 0        | 386  | 768  |
| Marco EVANGELISTI    | 14     | 184  | 37        | 69        | 54%       | 25        | 68        | 37%       | 62        | 137       | 45%       | 35        | 44        | 80%       | 45       | 8        | 53       | 30    | 33    | 41    | 47    | 27  | 2        | 2        | 183  | 470  |
| Houssam ESSAM GAMAL  | 25     | 234  | 77        | 164       | 47%       | 10        | 30        | 33%       | 87        | 194       | 45%       | 50        | 84        | 60%       | 95       | 23       | 118      | 24    | 64    | 84    | 86    | 15  | 19       | 6        | 201  | 615  |
| Nelson RIZZITIELLO   | 23     | 197  | 43        | 72        | 60%       | 30        | 75        | 40%       | 73        | 147       | 50%       | 21        | 28        | 75%       | 41       | 28       | 69       | 24    | 26    | 70    | 35    | 9   | 1        | 3        | 155  | 556  |
| Giacomo MARIANI      | 26     | 191  | 47        | 81        | 58%       | 15        | 48        | 31%       | 62        | 129       | 48%       | 52        | 69        | 75%       | 57       | 14       | 71       | 38    | 58    | 83    | 75    | 56  | 5        | 3        | 208  | 686  |
| Giacomo SERENI       | 25     | 100  | 35        | 63        | 56%       | 1         | 15        | 7%        | 36        | 78        | 46%       | 27        | 38        | 71%       | 72       | 34       | 106      | 37    | 29    | 82    | 41    | 21  | 5        | 1        | 145  | 436  |
| Andrea CAPITANELLI   | 23     | 83   | 36        | 67        | 54%       | 0         | 4         | 0%        | 36        | 71        | 51%       | 11        | 17        | 65%       | 46       | 20       | 66       | 14    | 12    | 48    | 17    | 7   | 16       | 1        | 101  | 269  |
| Tindaro GULLO        | 26     | 90   | 9         | 27        | 33%       | 22        | 69        | 32%       | 31        | 96        | 32%       | 6         | 15        | 40%       | 25       | 2        | 27       | 22    | 30    | 59    | 25    | 27  | 0        | 0        | 28   | 435  |
| Riccardo COVIELLO    | 26     | 57   | 12        | 17        | 71%       | 6         | 33        | 18%       | 18        | 50        | 36%       | 15        | 18        | 83%       | 15       | 11       | 26       | 10    | 13    | 28    | 16    | 4   | 1        | 0        | 38   | 243  |
| Mario MILONE         | 22     | 6    | 1         | 4         | 25%       | 1         | 4         | 25%       | 2         | 8         | 25%       | 1         | 1         | 100%      | 1        | 0        | 1        | 1     | 2     | 1     | 1     | 3   | 0        | 0        | 3    | 12   |
| Francesco GIORGIANNI | 5      | 0    | 0         | 0         | 0%        | 0         | 0         | 0%        | 0         | 0         | 0%        | 0         | 0         | 0%        | 0        | 0        | 0        | 0     | 0     | 0     | 0     | 0   | 0        | 0        | 0    | 0    |
| Totali               | Totali | 1929 | 502       | 964       | 52%       | 177       | 520       | 34%       | 679       | 1484      | 46%       | 394       | 513       | 77%       | 557      | 180      | 737      | 278   | 374   | 603   | 533   | 240 | 58       | 19       | 1855 | 5200 |